# Svealand
Lo Svealand, oppure Svezia Propria (raramente o storicamente), è una delle regioni storiche di cui è composta la Svezia. Si trova nella Svezia centro-meridionale, compresa fra Norrland e Götaland. Storicamente i suoi abitanti erano chiamati Svear.
Il nome della Svezia in svedese, Svea Rike (oggi Sverige) od il "Regno degli Svedesi" originalmente si riferiva solo allo Svealand. Altre forme sono Sweoðeod (antico norvegese/islandese Svíþjóð), e Sweorice. Come i domini dei re svedesi crebbero, il nome Svealand cominciò ad essere usato per distinguere il territorio originale dal resto, che divenne la Svezia.
Lo Svealand è caratterizzato da pianure costiere nella parte orientale e da bassi altipiani ad ovest, al confine con la Norvegia.

## Province
Lo Svealand è formato dalle seguenti sei province:
- Dalarna
- Närke
- Södermanland
- Uppland
- Värmland
- Västmanland

Stoccolma, la capitale della Svezia, si trova sia nell'Uppland che nel Södermanland.